# HOTREC
HOTREC este o federație care reprezintă hotelurile, restaurantele și cafenelele din Uniunea Europeană care reunește 40 de federații profesionale din 25 de țări din Europa, cu sediul la Bruxelles.
În România este reprezentată de FIHR.